# Bülent Yavuz
Bülent Yavuz (* 1950 in Siirt; † 20. März 2021 in Istanbul) war ein türkischer FIFA-Schiedsrichter, Fußballfunktionär, Sportkommentator und Oberst der Türkischen Luftstreitkräfte.

## Werdegang
Yavuz begann seine Schiedsrichterlaufbahn Mitte der 1980er Jahre. Sein Debüt als Schiedsrichter in den professionellen Ligen absolvierte er in der Zweitligapartie zwischen Beykozspor und Edirnespor vom 10. Mai 1987. Mit der Saison 1987/88 wurde vermehrt in der ersten türkischen Spielklasse, der türkischen Süper Lig eingesetzt.
In der ersten Hälfte der 1990er wurde er in die Liste der FIFA-Schiedsrichter aufgenommen. Sein Debüt auf Internationaler Ebene gab er in der UEFA-Pokal-Saison 1993/94 in der Erstrunden-Partie zwischen FK Dnipro und Admira Wacker.
Nach seiner aktiven Zeit als Schiedsrichter war er beim türkischen Fußballverband als Fußballfunktionär tätig. Hier leitete er von 2000 bis 2005 die wichtige Funktion und medienpräsente der Leitung des Zentralgremiums der Schiedsrichter (Merkez Hakem Kurulu Başkanlığ), die u. a. die Wahl der Schiedsrichter für die anstehenden Partien entscheidet.
Im Anschluss an seine Funktionärskarriere folgte bis zu seinem Tod eine Karriere als Sportkommentator, u. a. beim Sender Habertürk.

## Privates
Yavuz durchlief bei den Türkische Streitkräfte eine militärische Laufbahn und war hier bis zu seiner Pensionierung als Oberst aktiv.